# Nueva Vizcaya (Argentina)
Nueva Vizcaya é uma junta de governo da província de Entre Ríos, na Argentina.